# Louis-Gabriel-Xavier Jantzen
Louis Gabriel Xavier Jantzen, né le 23 septembre 1885 à Nancy et mort le 28 août 1953 à Montbeton, est un prêtre catholique français qui fut vicaire apostolique de Chongqing (à l'époque Tchongking) en Chine. C'est aujourd'hui l'archidiocèse de Chongqing.

## Biographie

### Débuts de carrière
Xavier Jantzen est baptisé à la paroisse Saint-Georges de Nancy. Il poursuit ses études primaires à la maîtrise de la cathédrale de Nancy et ses études secondaires à Pont-à-Mousson. Il entre au séminaire des Missions étrangères de Paris, le 18 septembre 1903, où il est ordonné prêtre le 26 septembre 1909. Trois semaines plus tard, il embarque pour la mission du Setchouan oriental, où il arrive au début de 1910. Il est envoyé apprendre le chinois auprès d'un séminariste chinois dans le district de Lantchuan, à trois jours de marche de Tchongking. Au bout d'un an, Célestin Chouvellon, vicaire apostolique, le nomme à la procure comme socius du titulaire. Mais en 1911 la révolution de Sun Yat Sen éclate et met fin à l'Empire de Chine, ouvrant la voie à une grande période de guerre civile et d'emprise du communisme de Mao Tsé-toung dans une grande partie du pays. En 1937, le général Tchang Kaï-chek s'installe à Tchongking, devenue capitale de la Chine libre.
Le Père Xavier Jantzen est envoyé comme titulaire du poste de brousse de Pi-Chan à l'été 1914, alors qu'éclate la guerre en Europe. Le Père Jantzen est mobilisé avec treize confrères du vicariat et doit rejoindre Pékin. Arrivé en France quelques mois plus tard, il devient brancardier et interprète des ouvriers chinois de France dont il se fait apprécier. Il est démobilisé en 1919 et reste quelque temps dans un ministère paroissial du diocèse de Nancy pour soutenir sa mère qui avait perdu un fils à la guerre. Finalement sa mère accepte son retour en Chine en 1922.

### Vicaire apostolique de 1925 à 1948

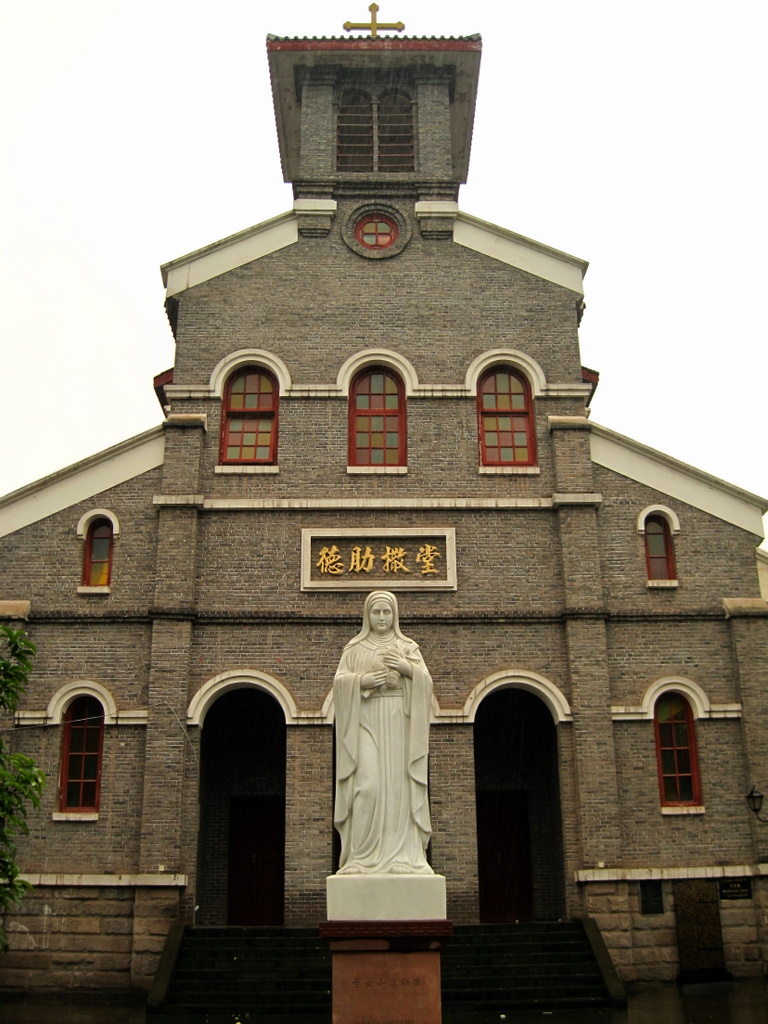
Vue de l'église Sainte-Thérèse-de-l'Enfant-Jésus, construite par Xavier Jantzen.

Il est nommé procureur de la mission, puis en décembre 1925 Pie XI accepte sa nomination comme nouveau vicaire apostolique de Tchongking (nouveau nom de l'ex-vicariat du Setchouan oriental). Il est consacré évêque le 21 septembre 1926 par Louis-Nestor Renault. En 1927, des troubles graves éclatent entre nationalistes et communistes. Le gouvernement français donne l'ordre aux Européens de quitter le pays en avril 1927. Xavier Jantzen envoie deux missionnaires à la concession française de Shanghai, tandis que tous les autres décident de rester.
L'agitation cesse un temps, ce qui permet à Xavier Jantzen d'édifier une église en l'honneur de sainte Thérèse de l'Enfant-Jésus. En 1929, le diocèse cède une portion de territoire pour le nouveau diocèse de Wanshien, confié au clergé chinois.
En 1937, devant la pénétration communiste et l'avancée des troupes japonaises, Tchang Kaï-chek abandonne Nankinpour se replier à Tchongking sur le fleuve Bleu. Devenue la capitale de la Chine libre, elle connaît une période de grands travaux, mais aussi des expropriations amères pour la mission. Les Japonais bombardent la ville à plusieurs reprises, le 16 janvier 1939 et le 4 mai 1939. En 1940, toutes les écoles, chapelles, hospices, etc. de la mission sont détruites par les bombes, sauf l'église Sainte-Thérèse. Le Collège Saint Paul est réouvert à Tungkwan-y, village situé à une quarantaine de kilomètres en amont, sur le Grand fleuve. Des bâtiments de fortune permettent de loger plus de 700 éléves, la plupart étant pensionnaires. Dans la nuit du 30 avril au 1er mai 1942, Xavier Jantzen est assommé et laissé pour mort dans sa chambre par des voleurs et transporté à l'hôpital. En décembre 1943, un examen médical lui révèle une tumeur cancéreuse à l'estomac et Xavier Jantzen se rend à Kunming-Sé, pour se faire opérer. Or, le 2 février 1944, après la communion, Xavier Jantzen s'écrie « je suis guéri » ; ce que confirme huit jours plus tard le médecin.
Revenu avec encore plus de force morale, il devient vice-délégué apostolique pour la Chine libre. Le Japon capitule le 15 août 1945. Il faut alors relever les ruines. Il fait reconstruire le collège Saint-Paul, tenu par les Frères maristes, moderniser l'hôpital de la mission avec des services de maternité, de chirurgie et de radiologie, ouvrir une école d'infirmières, une école de langues chinoises pour les nouveaux missionnaires arrivés, etc. Il est promu archevêque de Tchongking, lorsque le vicariat est élevé au rang d'archidiocèse en 1946.
Tout s'écroule lorsque le 29 novembre 1948 les troupes de Mao Tsé-toung s'emparent de Tchongking.

### Dernières années

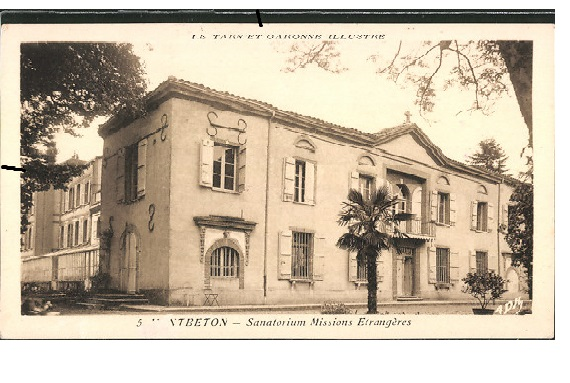
Maison de Montbeton.

La politique d'athéisme et de propagande des esprits s'infiltre progressivement, mais c'est surtout à partir de mai 1950 que la guerre est déclarée contre la religion. Chou En-laï proclame « Religion et politique vont ensemble ; l'Église doit soutenir le régime, coopérer avec le gouvernement dans la construction de la Nouvelle Chine et...faire sa propre purge. » On lui impose un vicaire capitulaire chinois favorable au régime communiste, puis une manifestation orchestrée par les autorités locales réclame l'expulsion de l'internonce Antonio Riberi. Xavier Jantzen est interné en juin 1950, malgré sa mauvaise santé. Son procès devant un tribunal populaire a lieu le 25 août 1951. Il est condamné à d'énormes taxes et amendes dont le paiement devait précéder son expulsion. Celle-ci intervient le 4 avril 1952. Il est conduit sous escorte à Hong Kong, où il arrive le 16 avril suivant.
Rentré en France, il est admis d'urgence à l'hôpital Pasteur, passe sa convalescence chez les Sœurs de Saint-Joseph de Cluny à Jouy-en-Josas puis séjourne à la maison d'accueil de Voreppe. Fin novembre 1952, il est reçu en audience privée par le pape Pie XII. En mars 1953, il fait un pèlerinage à Lourdes et à Notre-Dame-de-la-Garde, puis regagne Voreppe. Il se rend ensuite dans sa Lorraine natale et visite sa famille.
De passage à Mulhouse, il est admis d'urgence dans une clinique, puis part avec d'autres malades pour la grotte de Lourdes, mais son état est désespéré. Ayant demandé pardon à ses collègues pour ses manquements, et après s'être confié à la Vierge, il meurt à la maison de repos des Missions étrangères située à Montbeton, le 28 août 1953.

### Source
- Notice biographique des MEP